# Emarginula striatula
Emarginula striatula là một loài slit limpet, là động vật thân mềm chân bụng sống ở biển trong họ Fissurellidae and slit limpets.

## Phân bố
This species được tìm thấy ở ly in the vicinity of New Zealand and surrounding islands.

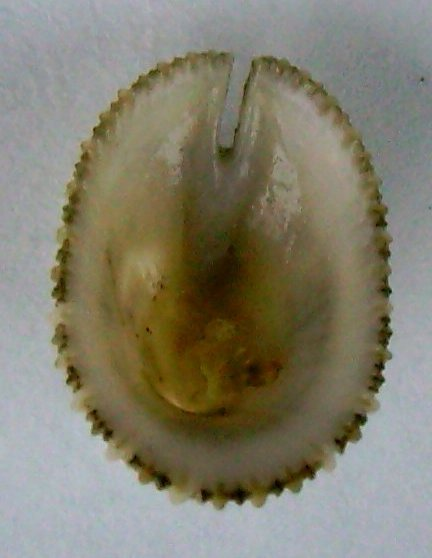
Emarginula striatula underside view

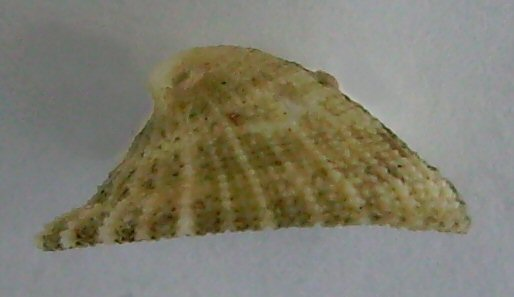
Emarginula striatula side view